# Río Caucau
El río Caucau, también conocido como río Cau-Cau o canal Caucau, es un corto curso natural de agua que fluye con dirección general NO a SE al norte de la ciudad de Valdivia.

## Trayecto

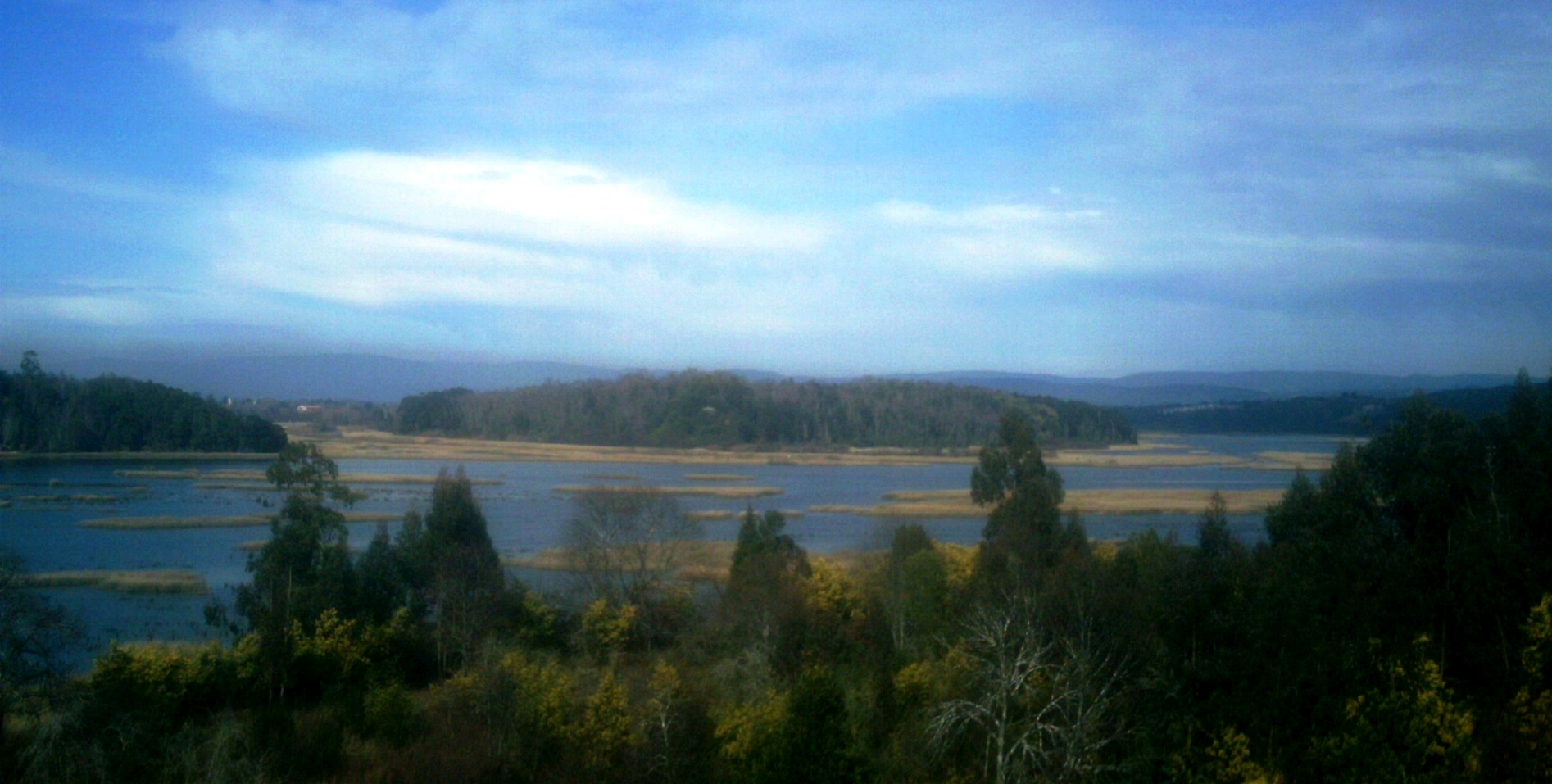
Vista del río Cruces y la isla Teja, Valdivia (Chile)

El río Caucau fluye al norte de la Isla Teja y  conecta el Río Cruces con el río Calle-Calle, dando, en la unión con este último, origen al río Valdivia que luego al sur de la Isla Teja absorbe totalmente las aguas del río Cruces. En otras palabras, el Valdivia, el Cruces y el Caucau forman un triángulo que es la isla Teja, al noroeste de la ciudad de Valdivia. La longitud del Caucau es cerca de 1 kilómetro.

## Historia
Francisco Solano Asta-Buruaga y Cienfuegos escribió en 1899 en su Diccionario Geográfico de la República de Chile sobre el río:
Caucao.-—Brazo del Callacalla, que, desde la ciudad de Valdivia, se aparta hacia el NO. y que va á unirse al río de las Cruces, poco más de tres kilómetros de allí, rodeando por el NE. la isla de Valenzuela, que se halla frente á dicha ciudad. Es de poco ancho, hondo y de corriente alternada por el influjo de la marea, que hace dudar de cual de esos dos ríos se desprende. Sus márgenes son bajas y algo anegadizas. El nombre es el de una especie de gaviota, llamada en araucano caucau.
La Universidad Austral de Chile tiene varios terrenos a su orilla, destacando el Jardín Botánico, y el Fundo Teja Norte.
Desde diciembre de 2011 se encuentra en construcción el Puente Caucau, el primer puente móvil de Chile. Esta estructura permitirá conectar los sectores valdivianos de Las Ánimas e Isla Teja. Su puesta en marcha, proyectada para la segunda quincena de enero de 2014, fue aplazada producto de un error en la ejecución de las obras por parte del Grupo Azvi, empresa española a cargo de la obra, quienes instalaron ambos brazos del puente móvil al revés, quedando la ciclovía cruzada.

## Población, economía y ecología
El Caucau es navegable para navíos menores, de hecho los astilleros de Asenav en el río Calle-Calle sacan sus barcos a mar por ahí, debido a que el puente Valdivia imposibilita el tráfico de embarcaciones mayores.